# Доротея фон Золмс-Зоненвалде
Доротея фон Солмс-Зоненвалде (на немски: Dorothea zu Solms-Laubach-Sonnenwalde; * 1 декември 1586, Зоненвалде, Бранденбург; † 5 септември 1625, Биркенфелд) от Дом Золмс, е графиня от Золмс-Зоненвалде и чрез женитба пфалцграфиня и херцогиня на Пфалц-Цвайбрюкен-Биркенфелд.

## Произход
Дъщеря е на граф Ото фон Золмс-Зоненвалде (1550 – 1612) и съпругата му Анна Амалия фон Насау-Вайлбург (1560 – 1634), дъщеря на граф Албрехт фон Насау-Вайлбург и Анна фон Насау-Диленбург.

## Фамилия
Доротея се омъжва на 30 ноември 1616 г. в Нойенщайн за пфалцграф и херцог Георг Вилхелм фон Пфалц-Биркенфелд (1591 – 1669), най-възрастният син на пфалцгаф и херцог Карл I фон Пфалц-Цвайбрюкен-Биркенфелд (1560 – 1600) и съпругата му принцеса Доротея фон Брауншвайг-Люнебург. Тя е първата му съпруга. Те имат децата:
- Доротея Амалия (1618 – 1635)
- Анна София (1619 – 1680), абатеса в Кведлинбург
- Елизабет Юлиана (1620 – 1651)
- Мария Магдалена (1622 – 1689)

∞ 1644 княз Антон Гюнтер I фон Шварцбург-Зондерсхаузен (1620 – 1666)
- Клара (1624 – 1628)
- Карл II Ото (1625 – 1671)

∞ 1658 графиня Маргарета Хедвиг фон Хоенлое-Нойенщайн (1625 – 1676)